# Österreichische Energieagentur

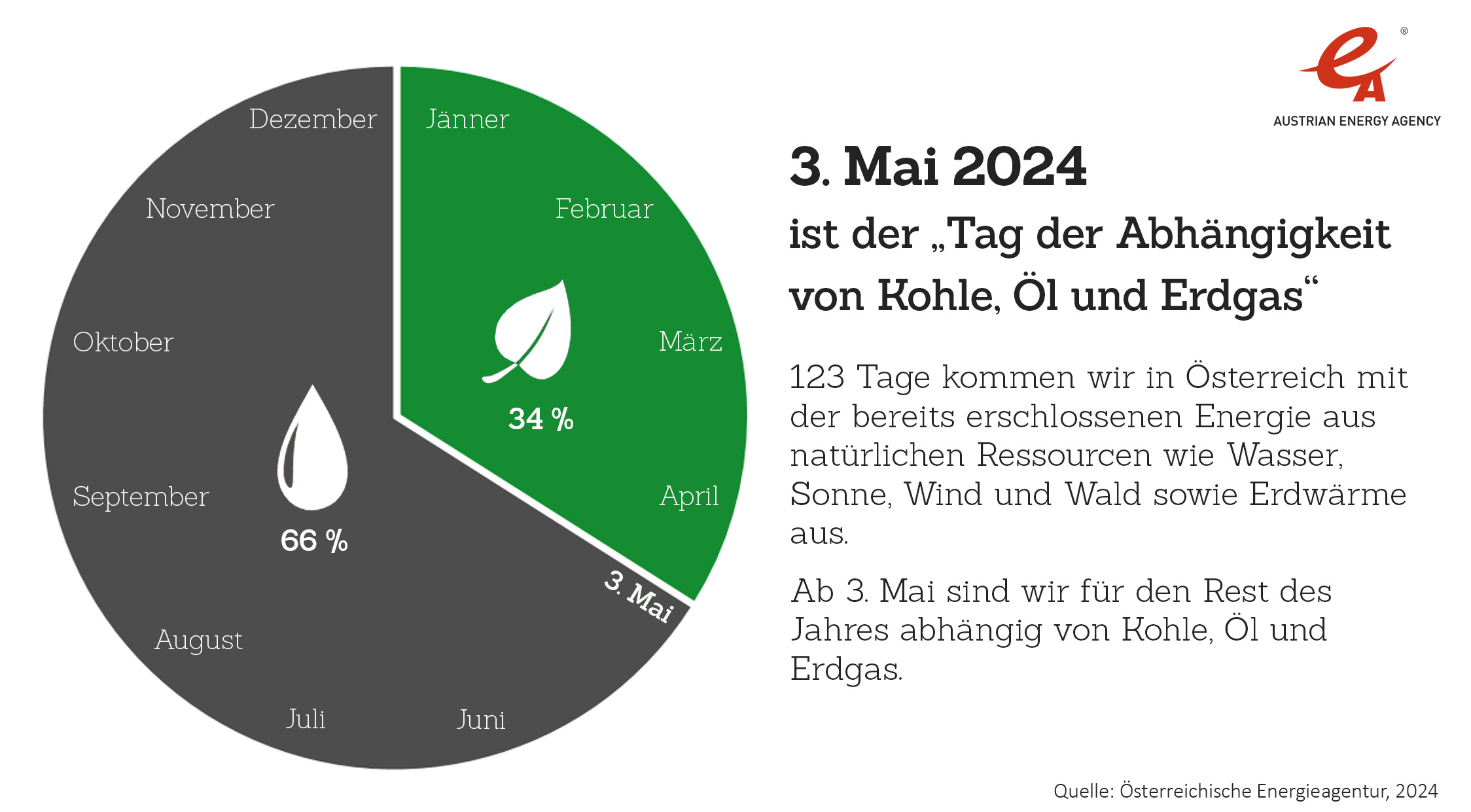
3. Mai 2024 ist der "Tag der Abhängigkeit von Kohle, Öl und Erdgas"

Die Österreichische Energieagentur – Austrian Energy Agency (kurz: Österreichische Energieagentur oder Austrian Energy Agency – AEA) wurde 2003 (bzw. 1977) gegründet und ist ein gemeinnütziger wissenschaftlicher Verein mit Sitz in Wien, wobei sich die Tätigkeit des Vereins auf das In- und Ausland erstreckt.

## Zweck und Tätigkeit
Gemäß Art 2 der Statuten: 
Der Zweck des Vereins ist die wissenschaftliche Untersuchung, Vorbereitung, Durchführung und Unterstützung von Maßnahmen, die zu einer volkswirtschaftlich optimalen, nachhaltigen Bereitstellung und/oder Nutzung von Energie führen. Unter anderem sollen 
- neue Technologien,
- energieeffiziente Systeme und
- erneuerbare Energieträger

unterstützt werden. Der Verein verfolgt ausschließlich gemeinnützige Zwecke im Sinne der §§ 34 ff Bundesabgabenordnung und ist keine auf Gewinn gerichtete Vereinigung. Erträge aus einer Vereinstätigkeit, insbesondere auch aus wirtschaftlicher Betätigung, dürfen ausschließlich der Unterstützung des gemeinnützigen Zwecks des Vereins dienen.

## Organisation
Alle Details zur Organisation der Österreichischen Energieagentur befinden sich in den Statuten bzw. auf der Website. 

### Die Vereinsorgane
a. Generalversammlung
b. Vorstand
c. Geschäftsführerin bzw. Geschäftsführer
d. Kontrollorgan
e. Schiedsgericht

## Aufbringung der Mittel
Gemäß Art. 3 der Vereins-Statuten:
(1) Die Geldmittel, die zur Erreichung des Vereinszwecks erforderlich sind, werden aufgebracht durch:
a. Mitgliedsbeiträge: Die Mitgliedsbeiträge werden jedes Jahr vom Vorstand vorgeschlagen und von der Generalversammlung beschlossen. Sie sind Jahresbeiträge und jeweils bis zum 31. Jänner eines jeden Jahres fällig. Die Beiträge dürfen hinsichtlich der einzelnen Mitglieder auch in unterschiedlicher Höhe festgesetzt werden, sofern eine derartige Differenzierung sachlich gerechtfertigt ist (zum Beispiel entsprechend der Finanzkraft der Mitglieder).
b. Spenden und Zuwendungen aller Art.
c. Kostenersätze für die Durchführung von und Mitwirkung an Projekten, die dem ideellen Zweck des Vereines nützlich sind, sowie sonstiger Kostenersätze für damit verbundene Nebentätigkeiten.
d. Einnahmen aus Vermögensverwaltung, einschließlich der Gewinnausschüttungen von Beteiligungsgesellschaften.
e. Sponsoreneinnahmen.

(2) Die Mittel des Vereines (somit auch allfällig ausgeschüttete Gewinne aus Beteiligungsgesellschaften) dürfen ausschließlich für die begünstigten Zwecke verwendet werden.